# CSM Bacău (fotbal)
Clubul Sportiv Municipal Bacău, cunoscut sub numele de CSM Bacău, este un club de fotbal profesionist din Bacău, România, care evoluează în prezent în Liga a III-a. Această echipă reprezintă secția de fotbal a clubului multisportiv CSM Bacău, care cuprinde și handbal, volei, atletism, box, înot, tenis, tir cu arcul, haltere, lupte greco-romane, badminton și sporturi ecvestre.
CSM Bacău a fost înființat pe 28 decembrie 2010 și este susținut integral de Municipiul Bacău. Secția de fotbal a CSM a fost înființată abia în 2016 și după trei sezoane petrecute în fotbalul amator (Liga a IV-a și Liga a V-a), a reușit să promoveze în Liga a III-a.

## Istoric
CSM Bacău a fost înființată în 2016, ca secție de fotbal a clubului multisportiv local, care a fost înființat la 28 decembrie 2010. CSM este al treilea proiect al Municipiului Bacău care presupune crearea unei echipe competitive de fotbal.
Primul și cel mai de succes proiect a fost FCM Bacău, club care a fost puternic susținut financiar în anii 1990 și începutul anilor 2000, când Dumitru Sechelariu era primarul municipiului Bacău. FCM a avut rezultate notabile în prima divizie a fotbalului românesc, iar jucători precum Cristian Ciocoiu, Andrei Cristea, Florin Lovin sau Vlad Munteanu au debutat la nivel de seniori în lotul „Taurilor furioși”.
În 2010, Romeo Stavarache, noul primar al municipiului Bacău, a decis că FCM, care era în continuare deținută de Sechelariu, nu mai poate fi susținută financiar, nici măcar la nivelul ligii a doua sau a treia și a decis să susțină financiar Mesagerul Bacău, schimbându-i și numele în SC Bacău (fosta denumire a FCM Bacău) și culorile din alb și negru în alb și roșu. SC Bacău a ajuns în Liga a II-a în 2013 și a rămas la acest nivel până în 2016, când a retrogradat din cauza unor probleme financiare. SC Bacău nu a mai fost susținut de municipalitate după ce primarul Stavarache a avut probleme legale, iar clubul a fost cumpărat de Cristian Postolache, un om de afaceri local.
În 2016, noua administrație a municipiului Bacău, condusă de primarul Cosmin Necula, a hotărât înființarea unei secții de fotbal la clubul municipalității, CSM, ocupând astfel locul rămas vacant de SC Bacău în organigrama clubului polisportiv.
Secția de fotbal a CSM Bacău a fost înscrisă în Liga a V-a, promovată după un singur sezon în Liga a IV-a. Cu Gheorghe Penoff, fostul jucător al SC Bacău, ca antrenor, Băcăuanii a câștigat Liga a IV-a Bacău 2018–19 și barajul de promovare împotriva campioanei județului Botoșani, Viitorul Albești (5–0 la Bacău și 1–1 la Albești), și din 2019 este membru activ al Ligii a III-a.

## Stadion
Între 2016 și 2020, CSM Bacău și-a disputat meciurile de acasă pe Stadionul Constantin Anghelache din Bacău. Deschisă la începutul anilor 1970 și cunoscută anterior drept Stadionul Letea, arena are o capacitate de 2.000 de locuri și a fost pentru cea mai mare parte a existenței sale terenul de acasă al Letei Bacău, echipă care avea să devină a echipa secundă a FCM Bacău la începutul anilor 2000. Între 2006 și 2017 stadionul a fost folosit și de Gauss Bacău, echipă cunoscută în trecut și sub numele de Mesagerul Bacău sau SC Bacău.
Din 2020, CSM Bacău s-a mutat pentru meciurile de acasă pe Stadionul Letea Veche, din Letea Veche, lângă Bacău, cu o capacitate de 1.500 de persoane.

## Palmares
Liga a IV-a – Județul Bacău
- Câștigătoare (1): 2018–19

Liga a V-a – Județul Bacău
- Câștigătoare (1): 2016–17

## Oficialii clubului
| Rol        | Nume               |
| ---------- | ------------------ |
| Proprietar | Bacău Municipality |
| Președinte | Adrian Gavriliu    |

| Rol             | Nume             |
| --------------- | ---------------- |
| Antrenor        | Codrin Mindrigiu |
| Antrenor secund | Gheorghe Penoff  |

## Parcurs competițional
| Sezon   | Nivel | Divizie                 | Loc | Cupa României |
| ------- | ----- | ----------------------- | --- | ------------- |
| 2023–24 | 3     | Liga a III-a (Seria I)  | TBD |               |
| 2022–23 | 3     | Liga a III-a (Seria I)  | 4   |               |
| 2021–22 | 3     | Liga a III-a (Seria I)  | 9   | Primul tur    |
| 2020–21 | 3     | Liga a III-a (Seria II) | 7   |               |

| Sezon   | Nivel | Divizie                | Loc      | Cupa României |
| ------- | ----- | ---------------------- | -------- | ------------- |
| 2019–20 | 3     | Liga a III-a (Seria I) | 15       |               |
| 2018–19 | 4     | Liga a IV-a (BC)       | 1 (C, P) |               |
| 2017–18 | 4     | Liga a IV-a (BC)       | 3        |               |
| 2016–17 | 5     | Liga a V-a (BC)        | 1 (C, P) |               |